# Parque da Independência
O Parque da Independência, inaugurado em 1989, nas margens do córrego do bairro do Ipiranga, na cidade de São Paulo, faz parte do patrimônio histórico cultural brasileiro devido ao Grito da Independência do país, ali proclamada por D. Pedro I. Surgiu da preocupação em unir a região do Ipiranga enquanto um espaço de memória nacional e patriotismo, além de ser uma forma de preservação e demarcação do espaço e uma forma também de tornar comum uma memória coletiva.
A área, de 161.300 metros quadrados, abriga o Museu do Ipiranga, o Monumento à Independência e a Casa do Grito, além de um denso bosque e um grande trabalho de paisagismo no caminho entre o Monumento e o Museu. Também há os jardins franceses que foram recentemente criados.
Em 2018 a Prefeitura anunciou a ampliação do Parque da Independência com a incorporação de terreno adjacente de 26 mil m², onde funcionou o Instituto Bom Pastor. Em 2022 as obras de ampliação ainda não haviam sido concluídas.

## História

### A região do Ipiranga, o parque e o tombamento
Na colina do Ipiranga, junto ao Riacho do Ipiranga, D. Pedro I declarou o Brasil um país independente de Portugal em 1822. Com a Constituição de 1891, a região passou para posse do governo estadual. A região do Ipiranga então passou por muitas mudanças de valor simbólico e histórico, passando a se tornar parte de um imaginário coletivo sobre a independência do país. Em 1888, o Museu do Ipiranga foi inaugurado como museu de História Natural e mais tarde foi reforçado seu caráter patriótico. No centenário da Independência, em 1922, como parte das comemorações foi inaugurado - apesar de ainda não concluído - o Monumento à Independência do Brasil, por Ettore Ximenes e Manfredo Manfredi. Já a Casa do Grito foi desapropriada em 1936 e em 1955 começou a passar por reformas para se aproximar à casa pintada por Pedro Américo na tela "Independência ou Morte". Essa sequência indica, no mínimo, a valorização do local para o país e o sentimento de necessidade de preservação da região do Ipiranga que passou a ser considerado um sítio histórico-cultural.

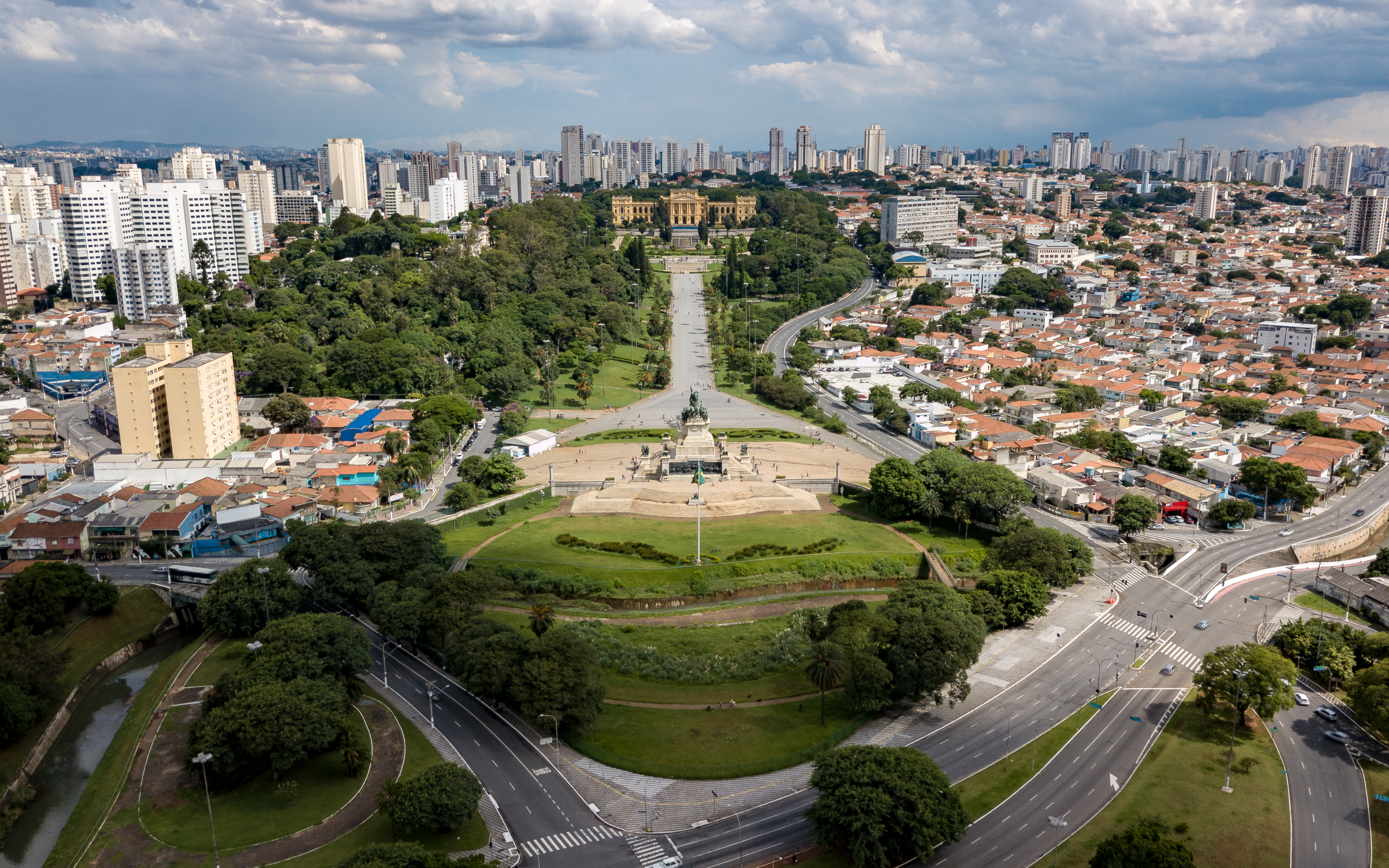
Vista área do parque

Somente em 1969 foi aberto um processo para integrar esses três bens culturais - Museu do Ipiranga, Monumento à Independência e a Casa do Grito - ao patrimônio histórico brasileiro com a criação do Parque da Independência. Os maiores argumentos no processo de tombamento CONDEPHAAT nº 08486/69 foram a relevância cívico-cultural do espaço, a importância dele como um ponto turístico e o feito enquanto comemoração dos 150 anos da independência. Além disso, é possível entender pelos documentos a preocupação social com a possibilidade de um espaço relevante historicamente e culturalmente para o país ser ressignificado ou então não preservado, e o tombamento, por sua vez, garante a integridade do bem em questão, no caso, a integridade da região do Ipiranga.
O parque, inaugurado em 1989, é um bem cultural tombado pelo CONDEPHAAT pela resolução de 2 de abril de 1975, Processo SET nº 8.486/79, e pelo CONPRESP – Resolução nº 05/91 tombamento "ex-officio". Em 3 de outubro de 1986, o governo estadual passou a administração das áreas que compõem o parque (exceto o Museu Paulista) à Prefeitura Municipal de São Paulo.
Em 2016, o parque fechou algumas partes de lazer, por conta da sua falta de conservação.

### Público

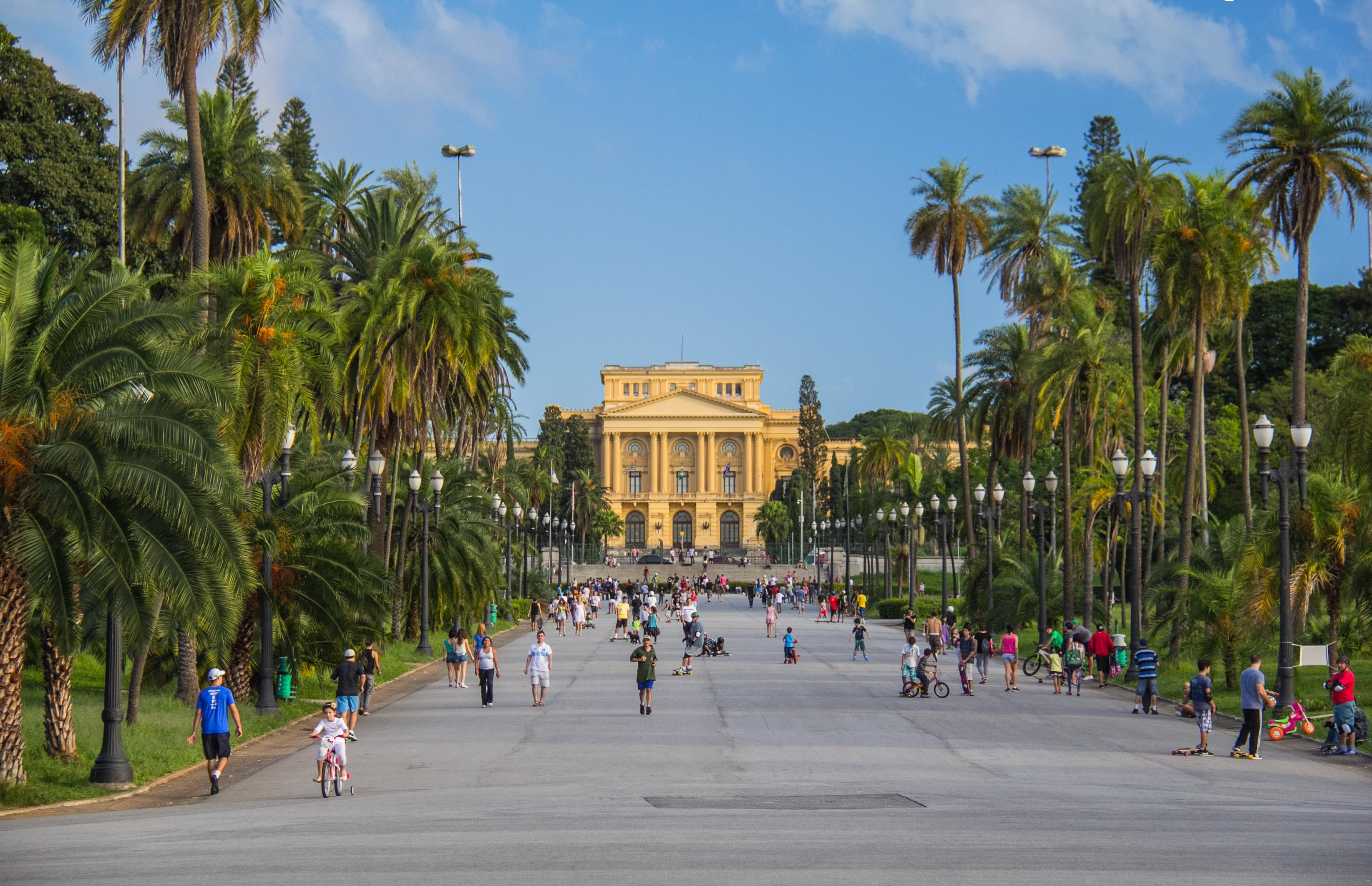
Movimentação em um dia de semana no parque

A história desse bem cultural conta também com o Decreto nº 25.871/1988, que logo antes da inauguração já regulamentava o uso do parque, do então prefeito de São Paulo, Jânio Quadros, que proibia manifestações de qualquer tipo, a permanência de vendedores ambulantes, divulgação publicitária, a circulação de bicicletas, patinetes ou skates e ainda só permitia a prática de cooper em áreas destinadas a esse esporte específico.
Em 2010, o então prefeito Gilberto Kassab revogou essas normas pelo Decreto nº 51.737/2010 e ainda deixou a aprovação e divulgação para o público do Regulamento do Uso do Parque Municipal da Independência como responsabilidade do Departamento de Parques e Áreas Verdes - Depave, da Secretaria Municipal do Verde e do Meio Ambiente.
Atualmente o Regulamento de Uso do Parque Municipal da Independência pode ser encontrado aqui.

## Características

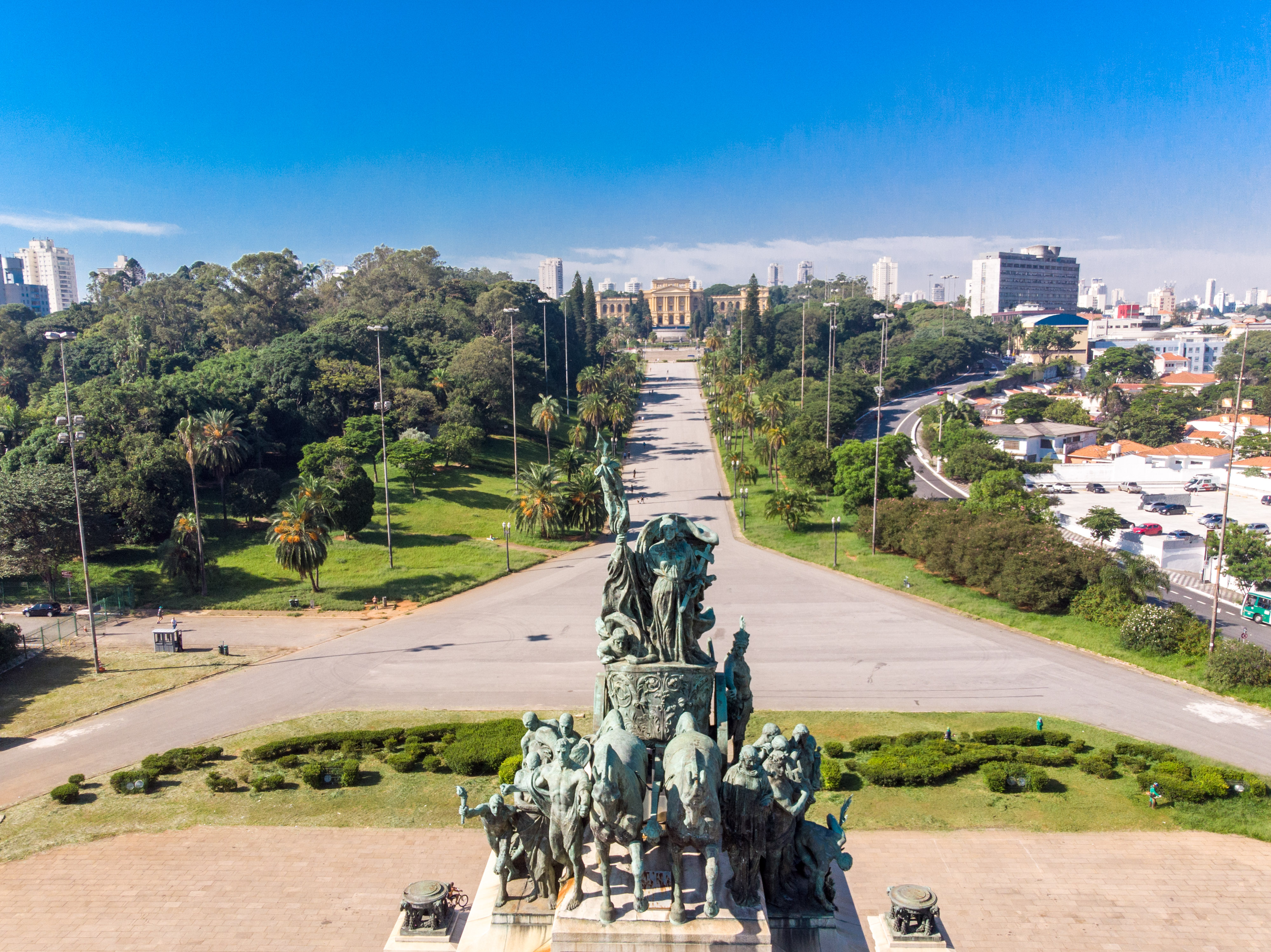
O parque visto a partir do Monumento à Independência

O parque abriga o Museu do Ipiranga, que esteve fechado para reformas por quase dez anos, o Monumento à Independência e a Casa do Grito (aberta para visitação de terça à domingo, das 9h às 17h). A entrada é gratuita e o parque fica aberto todos os dias das 5h às 20h - durante o horário de verão, das 5h às 21h. A grande área verde é um diferencial do parque, que conta com um jardim projetado em estilo francês, unindo o Museu Paulista e o Monumento à Independência aos outros edifícios existentes no local, como o Museu de Zoologia da Universidade de São Paulo. Além da arborização, são atrativos do parque uma pista de cooper, playground para crianças de até dez anos e uma praça contemplada pelo programa Wifi Livre SP. Estima-se uma frequência de 48.000 pessoas por mês no parque e, segundo o mesmo estudo, é o quarto melhor parque da cidade de São Paulo (dados de 2008).
Muitas ações culturais gratuitas acontecem também no Parque da Independência, em especial na semana do 7 de setembro - data da Proclamação da Independência do Brasil -, como em 2015, quando o parque sediou uma corrida comemorativa de 10 km pela manhã e palestras ao lado do Museu Paulista ao longo do dia . A programação atualizada pode ser consultada, apesar de não ser uma agenda oficial, pela ferramenta de busca no Catraca Livre.

### Arquitetura

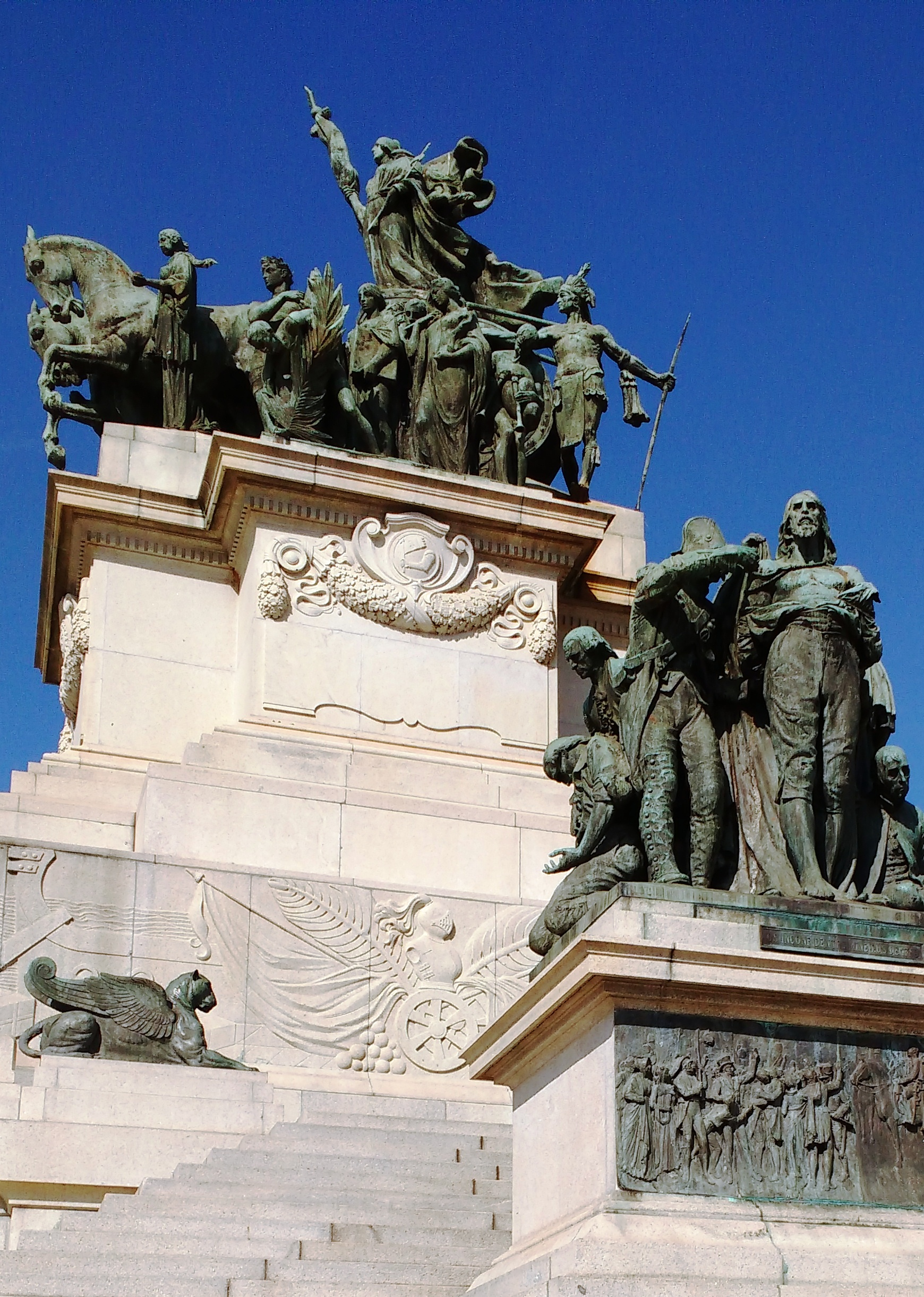
Monumento à Independência do Brasil

O Parque da Independência foi desenhado tanto aos moldes da Neorrenascença, ou seja, com um perfil estilístico revivalista, buscando uma obra imponente - tanto pela memória imperial do momento da proclamação da Independência quanto pela preservação do espírito patriótico - quanto aos moldes do paisagismo francês - mais especificamente, inspirado no jardim de Versalhes, na França. A grandiosidade da influência neorrenascentista é muito bem retratada no Museu Paulista, projetado para ser um palácio isolado, visto por todos da cidade - o que explica o jardim rebaixado cercando o museu. O Monumento à Independência, de Ettore Ximenes, alia-se a essa noção de grandiosidade com personagens greco-romanos junto com personagens da história do Brasil. A única estrutura no parque que rejeita essa postura é a Casa do Grito, que é exemplo de uma casa comum em São Paulo de 1822.
Os jardins que ligam o Monumento à Independência ao Museu Paulista, por sua vez, adotam o perfil de jardim francês, com chafarizes, lagos, fontes e estátuas, sempre com o perfil próprio da arquitetura monumental. Inclusive, devido ao processo de restauro do Parque da Independência promovido pela FAU (Faculdade de Arquitetura e Urbanismo da USP), os chafarizes ainda preservam as características arquitetônicas do projeto de 1922. Esse restauro aconteceu em 2004, com patrocínio do Banco Real. As alterações feitas anteriormente no espaço dos chafarizes, em 1970, eram reversíveis, o que tornou possível retornar ao projeto original.

### Fonte

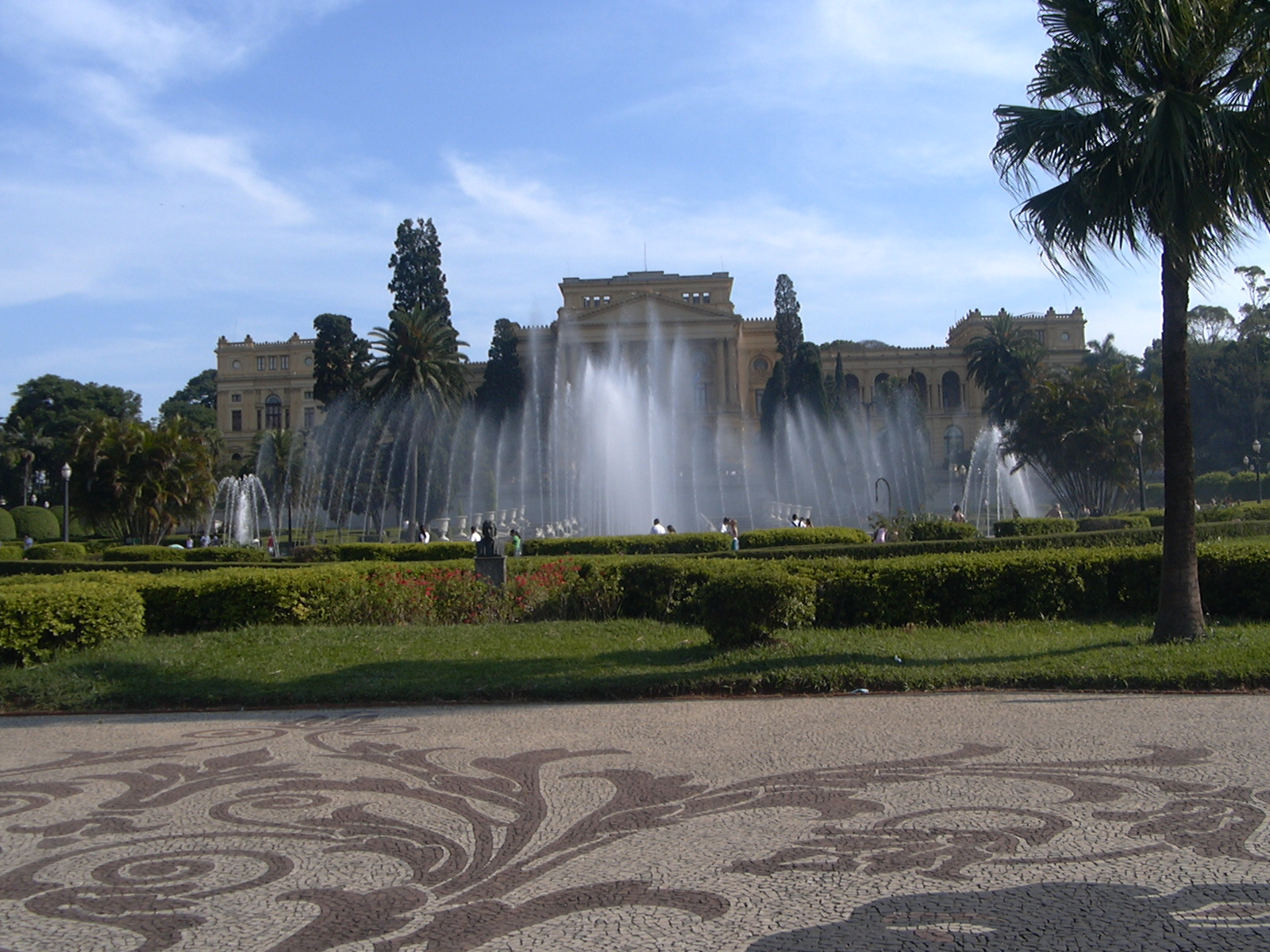
Fonte em funcionamento

Em frente ao museu, há uma fonte com chafarizes estabelecida em 1922, para o Centenário da Independência. A criação da estrutura deve-se a Prestes Maia. Com capacidade para 850 mil litros, a fonte é composta por um largo espaço de coleta de água, que transborda e com isso enche tanques piscinas menores, como uma cascata. Há ainda chafarizes com canhões de água.
Para a instalação da fonte foi realizada o rebaixamento de toda a área em frente ao museu, em 14 metros.
Entre 2003 e 2004, a fonte passou por uma restauração.

### Flora

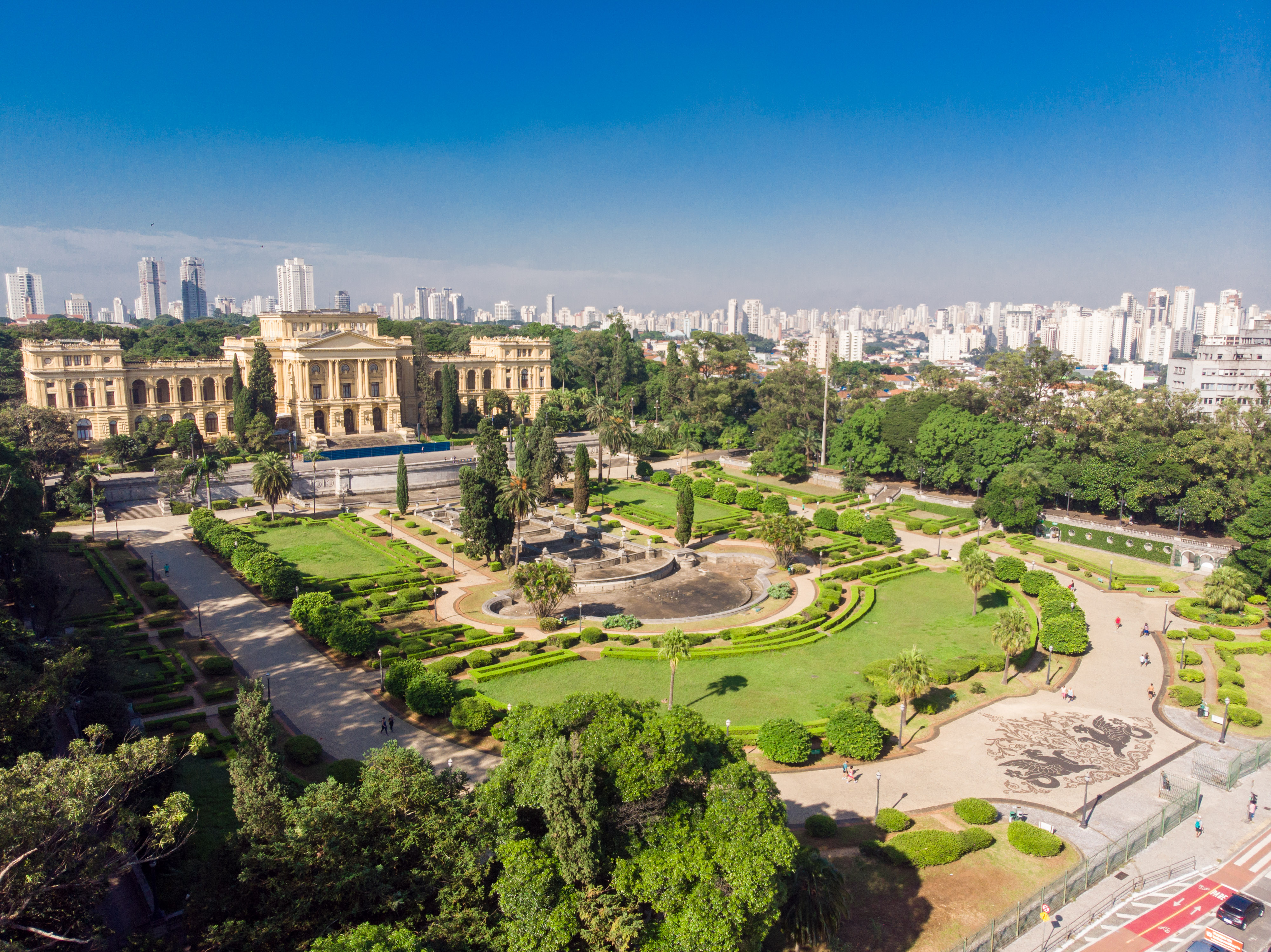
Jardim do Parque da Independência

A partir do estudo Aspectos florísticos, históricos e ecológicos do componente arbóreo do Parque da Independência, São Paulo, SP, foram identificadas 160 espécies arbóreas, 8 espécies identificadas apenas ao nível de gênero, 7 espécies apenas ao nível de família e uma espécie não foi identificada. Desse total de 160, 81 (51%) são naturais da cidade de São Paulo, em contraposição a 63 (39%) que, por sua vez, são lidas como exóticas, não apresentando-se naturalmente na cidade de São Paulo - 16 espécies (10%) não tiveram sua identificação concluída. Da listagem de 160, destacam-se Araucaria heterophylla, Pau-ferro, Ceiba speciosa, conhecida como paineira, Árvore-da-borracha e Amendoim-acácia, que são usadas no trabalho de paisagismo do parque.
Aponta-se também que das 160 espécies arbóreas listadas no estudo, 18 estão registradas na lista vermelha de espécies ameaçadas da União Internacional para a Conservação da Natureza (2010). Apesar de proporcionalmente ser um número baixo, é significativo e indica a necessidade de se pensar mais a preservação e conservação do Parque da Independência, especialmente por ser também apontado no estudo a verificação de uma interferência depredatória muito grande do homem, especialmente na área do bosque, onde foram encontradas sacolas plásticas e embalagens.

#### O Bosque

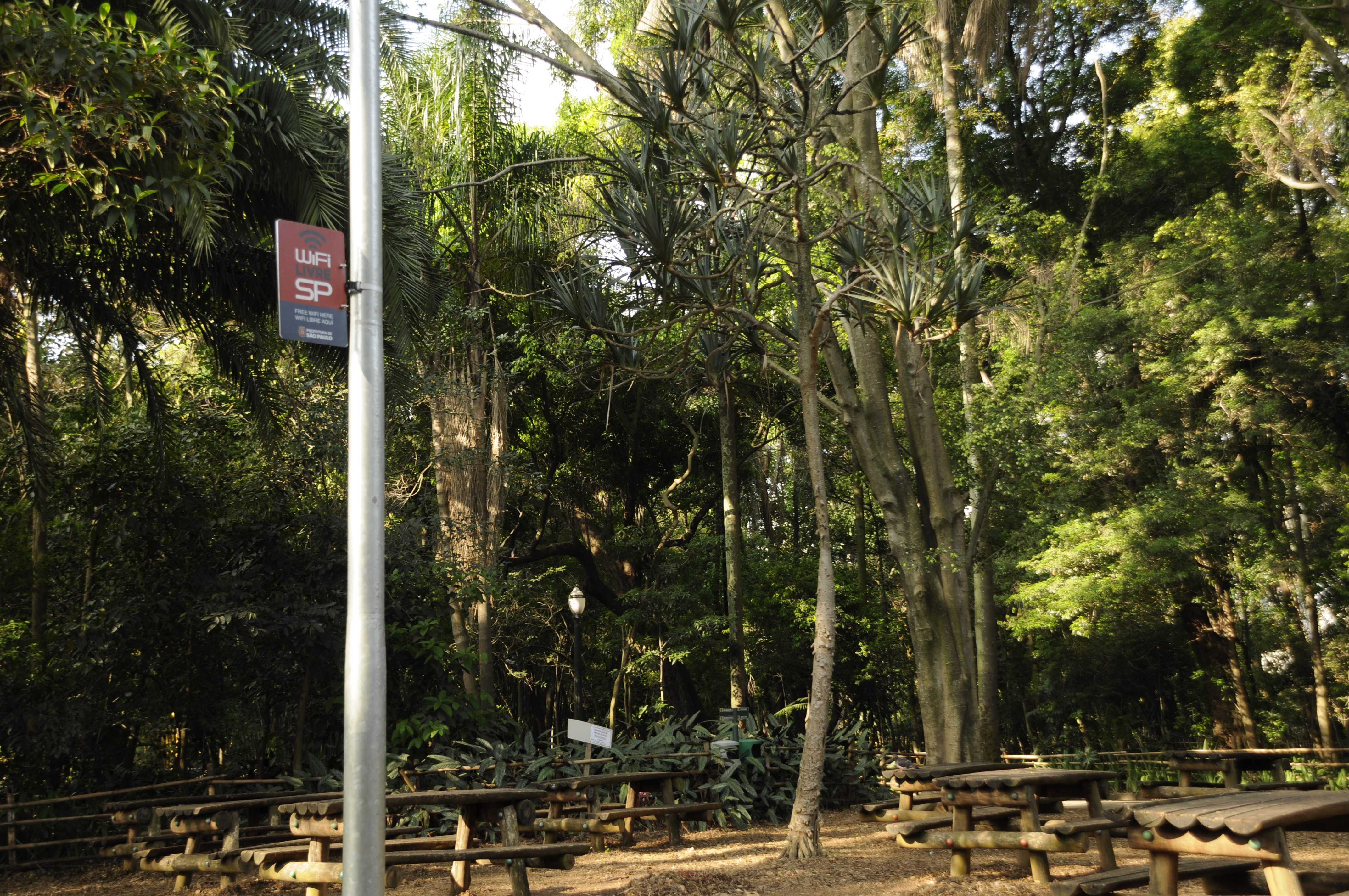
Bosque atrás do Museu Paulista

O denso bosque, que fica atrás do Museu do Ipiranga, conta com 71 espécies naturais da cidade de São Paulo, 40 exóticas e 13 não identificadas. Das 160 identificadas que compõem o Parque da Independência, 91 aparecem somente no bosque e 36 ocorrem em outros setores, mas não no bosque. Não coincidentemente destacam-se no bosque 11 espécies conhecidas pelo seu uso em arborização urbana e projetos paisagísticos, umas pelos seus frutos comestíveis e porte baixo e outras pelo grande porte e beleza.
O bosque vem sofrendo uma grande perda de sua vegetação original. Ainda segundo o estudo de Rafael Felipe de Almeida, Simone Justamante De Sordi e Ricardo José Francischetti Garcia, "Hoehne (1925), em descrição sobre o antigo Horto do Ipiranga, relata um número de aproximadamente 350 espécies, entre árvores, arbustos, ervas, lianas, epífitas e fetos arborescentes. Por outro lado, Luderwaldt (1918), em descrição sobre os efeitos de uma forte geada sobre o antigo Horto Botânico do Ipiranga cita, aproximadamente, 140 espécies de plantas vasculares. Embora atualmente tenham sido levantadas 124 espécies no componente arbóreo, observou-se ao longo do estudo que os componentes herbáceo-arbustivo e epifítico apresentam-se pobres em espécies, com a escassez de epífitas e fetos arborescentes", o que significa uma última perda registrada de 16 espécies e um estado atual não-saudável das ainda presentes.